# Paul Kieschke

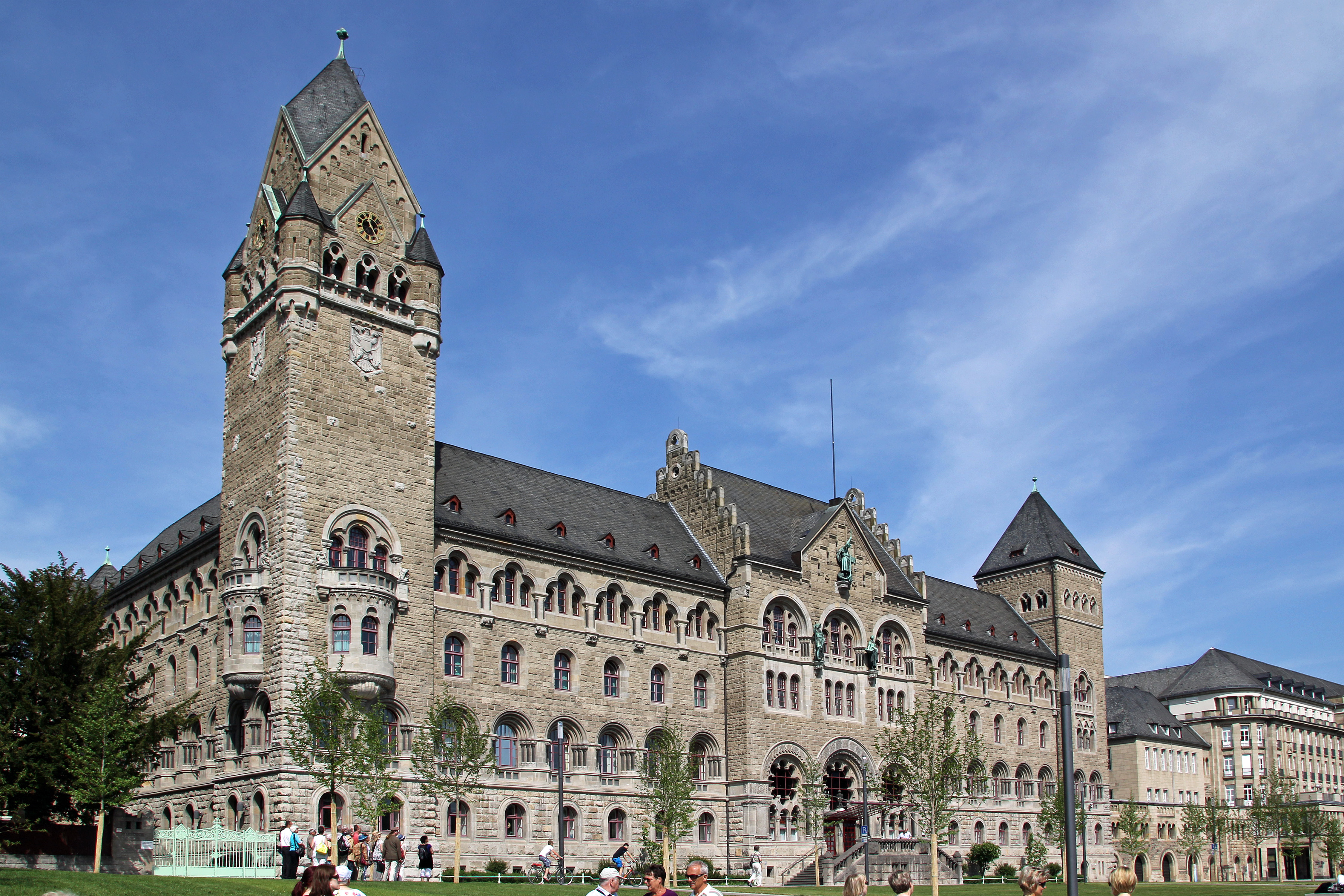
P. Kieschke: dawny gmach Urzędu Rejencji Koblencja w Koblencji

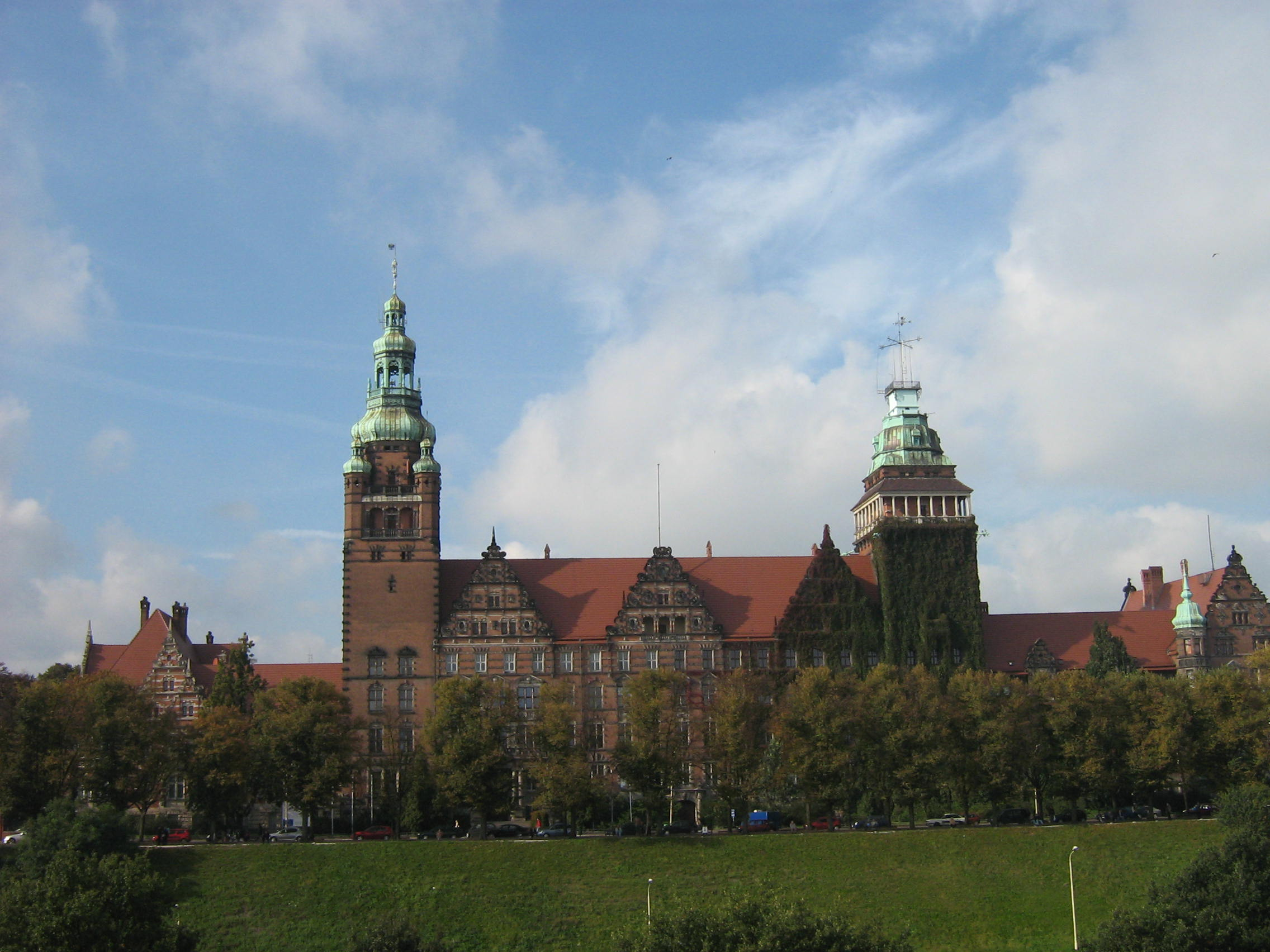
P. Kieschke: dawny gmach Urzędu Rejencji Szczecińskiej - obecnie Urząd Wojewódzki w Szczecinie

Paul Kieschke (ur. 14 grudnia 1851 w Szczecinie, zm. 23 marca 1905 w Baden-Baden) – niemiecki architekt.

## Życiorys
Architekturę studiował w Wyższej Szkole Technicznej w Monachium oraz w Charlottenburgu. W 1878 został laureatem nagrody im. Karla Friedricha Schinkla, co umożliwiło mu podróż do Włoch, w czasie której studiował tamtejszą zabytkową architekturę. Po powrocie do kraju, pod koniec 1879, podjął pracę w Berlinie, gdzie powstało większość jego projektów i realizacji. Realizował też zamówienia dla innych miast, m.in. dla Wrocławia i Szczecina.

## Odznaczenia
- Order Czerwonego Orła IV klasy
- Order Korony III klasy w 1903

## Dzieła
- 1889–1891 – budynek Towarzystwa Kupców Chrześcijańskich we Wrocławiu (dziś Teatr Lalek), razem z Richardem Bielenbergiem
- 1901–1903 – rozbudowa gmachu Ministerstwa Kultury przy Wilhelmstrasse 60 w Berlinie[1][2]
- 1902–1906 – gmach urzędu Rejencji Minden w Minden[1]
- 1902–1906 – gmach urzędu Rejencji Koblencja w Koblencji[1]
- 1902–1908 – gmach urzędu Rejencji Poczdamskiej w Poczdamie[1]
- 1903–1904 (projekt) – zespół eklektycznych budynków Urzędu Rejencji Szczecińskiej – obecnie Urząd Wojewódzki w Szczecinie[1] (nadzór nad budową w 1906–1911, po śmierci Kieschkego, przejął architekt Paul Lehmgrübner)
- 1903–1904 – willa służbowa dla ministra handlu i rzemiosła w Berlinie[1]
- 1905–1907 – gmach dawnego Sądu Administracyjnego przy Hardenbergstrasse 31 w berlińskiej dzielnicy Charlottenburg (razem z Eduardem Fürstenauem)[3]